# Die Frauen von Wesenberg oder Der Aufstand der Bürger
Rakvere romaan (estn., wörtliche Übersetzung Der Roman von Rakvere; deutsche Übersetzung: Die Frauen von Wesenberg oder Der Aufstand der Bürger, 1997) ist der Titel eines historischen Romans des estnischen Schriftstellers Jaan Kross (1920–2007).

## Entstehungs- und Publikationsgeschichte
Jaan Kross schrieb den Roman unmittelbar nach der Fertigstellung des letzten Bandes von Kolme katku vahel, der 1980 erschienen war. In politischer Hinsicht war dies der Höhepunkt der Stagnationszeit, als Leonid Iljitsch Breschnew an der Spitze der Sowjetunion stand, die Estland damals besetzt hatte. 1980 hatte es Schülerunruhen in einigen estnischen Städten gegeben, die später zum Brief der Vierzig führten. Genau in diese Zeit fällt die Abfassung des Romans.
Der Roman erschien vorab über drei Nummern verteilt in der Literaturzeitschrift Looming (3/1981, S. 307–358; 4/1981, S. 453–509; 5/1981, S. 616–679) und 1982 beim estnischen Staatsverlag. 1992 kam der Roman als Hörbuch heraus und 1999 erschien eine Neuauflage im Rahmen der Gesammelten Werke von Kross.

## Romanhandlung

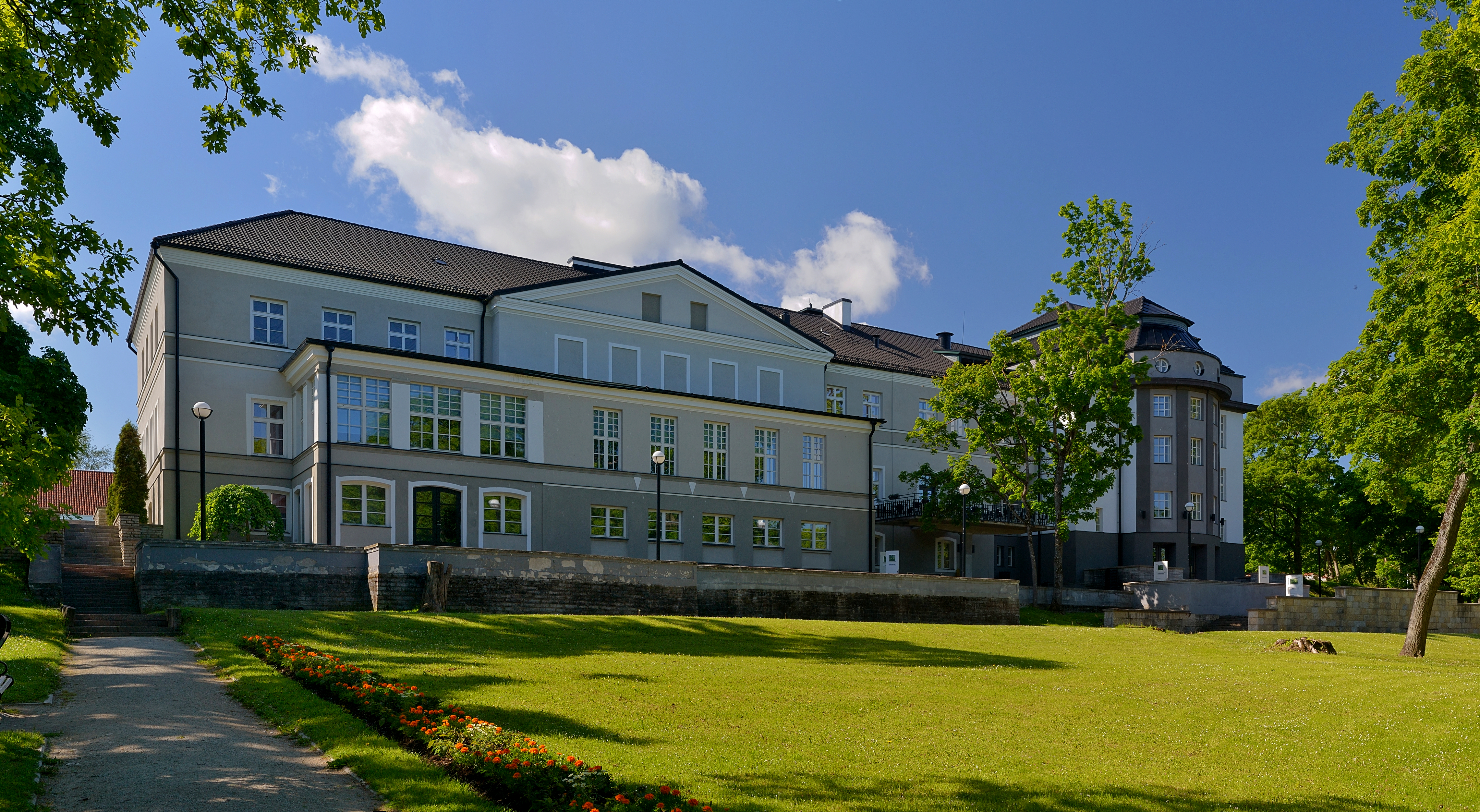
Das Gutshaus von Rakvere

Der Roman spielt vorwiegend in den 1760er-Jahren in der Stadt Rakvere (deutscher Name: Wesenberg) in Nordestland und behandelt den langen Rechtsstreit zwischen der städtischen Bevölkerung und der im Gutshaus residierenden Gutsherrin, Gertrud von Tiesenhausen. Gegenstand des Zwists ist nicht weniger und nicht mehr als die Freiheit: Die Stadt war im 13. Jahrhundert entstanden und hatte vom dänischen König Erik VI. 1302 das Lübische Stadtrecht erhalten. Dies wurde in der Folgezeit von verschiedenen neuen Herrschern in Estland immer wieder bestätigt, so auch von  Gustav Adolf, als Estland zu Schweden gehörte. Der schwedische König war es auch, der die Stadt und ihre Umgebung dem niederländischen Gesandten Brederode (aus der Bastardlinie Van Brederode-Bolswaert) als Dank für dessen Unterstützung im Frieden von Stolbowo schenkte. Von Brederodes Töchtern hatte ein Zweig der Familie Tiesenhausen das Gut später gekauft.
Dies ist die auf historischen Fakten beruhende Vorgeschichte und hierauf gründet sich der absolutistische Rechtsanspruch der örtlichen Gutsherrin. Bestärkt fühlt sie sich zudem dadurch, dass die Stadt im Nordischen Krieg (1700–1721) dem Erdboden gleichgemacht worden war. Lediglich die Ruine der einstigen Ordensburg zeugt noch von einer ehemaligen Stadt.

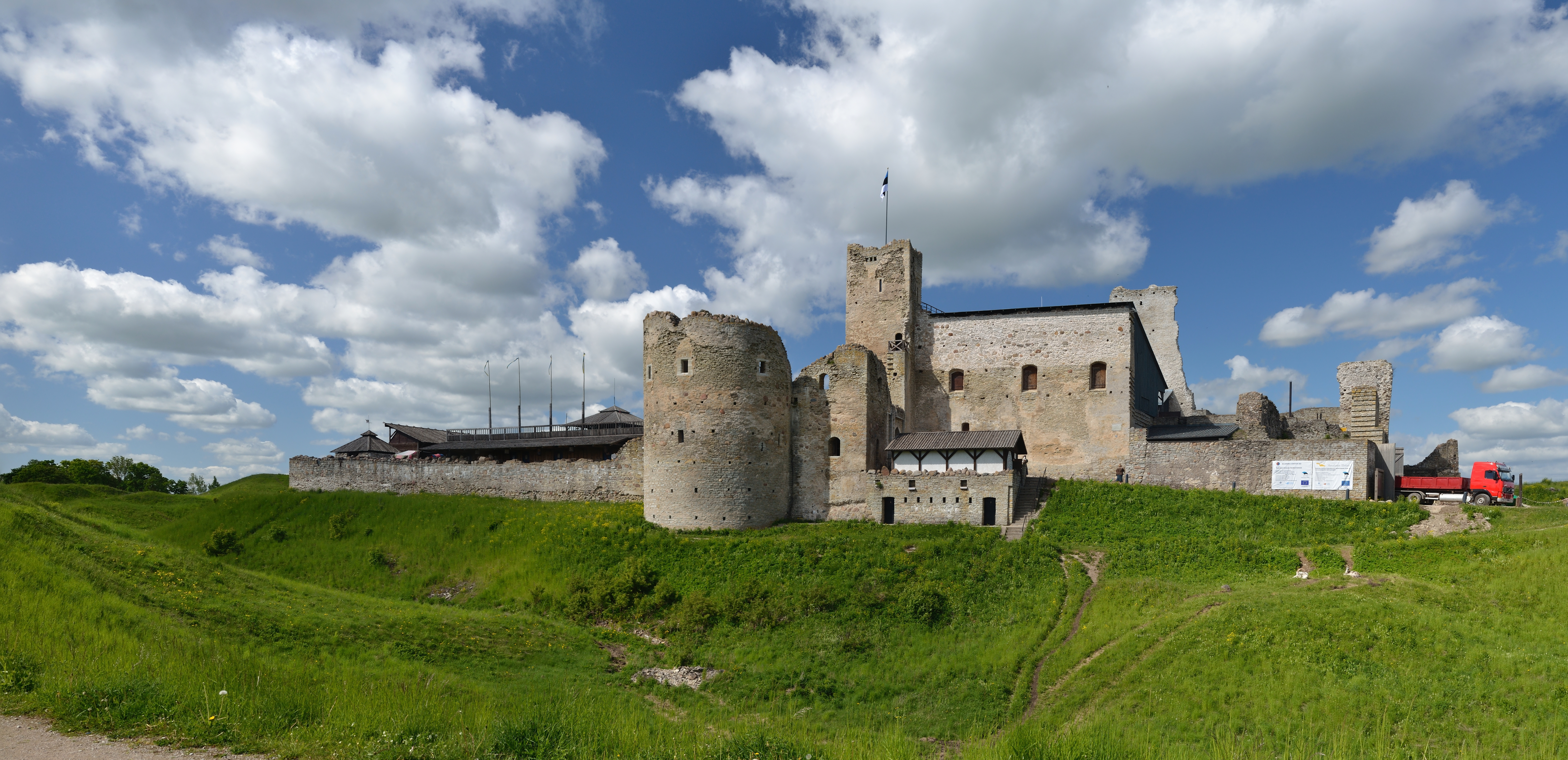
Ruine der Ordensburg in Rakvere

Die Bewohner pochen jedoch auf ihre alten Rechte (und damit Freiheiten) und wollen diese höheren Ortes, d. h. bei der Zentralregierung in Sankt Petersburg einklagen. Hierzu bedürfen sie jedoch schriftkundige Unterstützung, die sie in Gestalt der Hauptperson des Romans, Berend Falck, finden. Dies ist eine fiktive Person, die Kross als Ich-Erzähler einsetzt. Berend Falck ist Este, hatte aber einige Semester an der Universität Jena Jura studiert. Er musste das Studium wegen Geldmangels abbrechen und war nach Estland zurückgekehrt. Hier fand er eine Anstellung als Hauslehrer bei der genannten Gutsherrin, deren Enkelkinder er erzieht.
Zunächst muss er als Vertreter der Gutsherrin die Briefe der Stadtbevölkerung beantworten, was er im Sinne seiner Auftraggeberin tut. Bald aber entdeckt Falck, der Jean-Jacques Rousseau, Gotthold Ephraim Lessing und Christoph Martin Wieland gelesen hat, dass seine Sympathien eigentlich bei der Gegenseite liegen. Als er sich auch noch in eine – bereits mit einem anderen verlobte – Stadtbewohnerin verliebt, gerät er als eine Art Doppelagent in mehrfacher Hinsicht zwischen die Fronten. Aber auch die Gutsherrin hat Gegner in ihrem Stand, die sich Falck zu Nutze zu machen weiß. Letztlich ist es aber ein Zufall, der die Stadt – vorübergehend – einen Sieg davontragen lässt: als Einlösung einer verlorenen Wette verspricht ein hoher Beamter in Sankt Petersburg für einen entsprechenden Beschluss zu sorgen. Am Ende unterliegt die Stadt jedoch. Dies ist aber letztlich sekundär, „die Kraft des Romans liegt in dem schillernden Wirrwarr von Intrigen und Affären, der ein anschauliches Bild von der Adelswelt und der bäuerlichen Welt im Estland des 18. Jahrhunderts entstehen lässt.“

## Bewertung
Der Roman ist als Kross „pessimistischster Roman“ bezeichnet worden, weil die Aussichten am Ende des Buches tatsächlich trübe sind. Mit einer „Frau, die vielleicht vor der Welt nie meine Frau sein wird“, die aber dennoch die Mutter seines Sohnes ist, „der vielleicht nie mein Sohn sein wird“, verlässt Berend Falck mit Geliebter und Kind die Stadt und zieht in eine ungewisse Zukunft. Er denkt über die Gerüchte nach, denen zufolge die Zarin eine Reform in Estland plane: „Sollte einst in den Kollegien und Departements – allein ihre Erwähnung ekelt mich an – wirklich der Fall Wesenberg neu durchgesehen werden, Gott weiß, vielleicht wird dann auch der Senatsbeschluß, das Erzeugnis meiner eitlen Bestrebungen, […] das Rückgrat der Tiesenhausens […] brechen? Leere Träume!“
Damit endet der Roman, dessen Autor selbstverständlich wusste, das rund zehn Jahre später, 1783, im Zuge der Reformen von Katharina der Großen die Stadt tatsächlich frei wurde. Aber er lässt seinen Roman bewusst vorher enden. So gesehen bekommt der Roman auch eine visionäre Dimension, denn rund zehn Jahre nach seinem Erscheinen, 1991, erlangte Estland seine Freiheit wieder. Dass es vor allem um die Freiheit ging, hat auch die zeitgenössische Kritik in Estland schon erkannt und verhüllt unter den Bedingungen der Zensur formulieren können: “Die Stadt ist hier eine Bastion der Freiheit, das Symbol der Freiheit. Maßstab des Fortschritts kann auch nur die Freiheit sein, die Befreiung von wieder irgendeinem Joch, sei es nun ein soziales, materielles, ökologisches oder ein anderweitig empfundenes Joch.”

## Ausländische Rezeption

### Rezeption in Deutschland
Interessanterweise erschien bereits 1984 in der Zeitschrift Sinn und Form ein Artikel der in Finnland lebenden Schriftstellerin und Essayistin Anne Fried, in dem eine Inhaltsangabe des Romans gegeben wird. Sie ist möglicherweise auf Basis der finnischen Version, die 1984 erschienen ist, entstanden. Wegen des wenig aussagekräftigen Titels des Beitrages wurde jedoch kein Zusammenhang zu Jaan Kross oder einem seiner Roman hergestellt.
Die deutsche Übersetzung wurde von Helga Viira besorgt und erschien 1997 im Carl Hanser Verlag. Da nach Meinung des Verlags ein Titel wie „Der Roman von Rakvere“ oder „Der Wesenberger Roman“ nichtssagend gewesen wäre, bemühte man sich um eine andere Überschrift. Der Autor selbst schlug als Titel „Liebe in einer nicht vorhandenen Stadt“ vor, aber der Verlag wählte die etwas „reißerische Überschrift“ „Die Frauen von Wesenberg oder Der Aufstand der Bürger“.

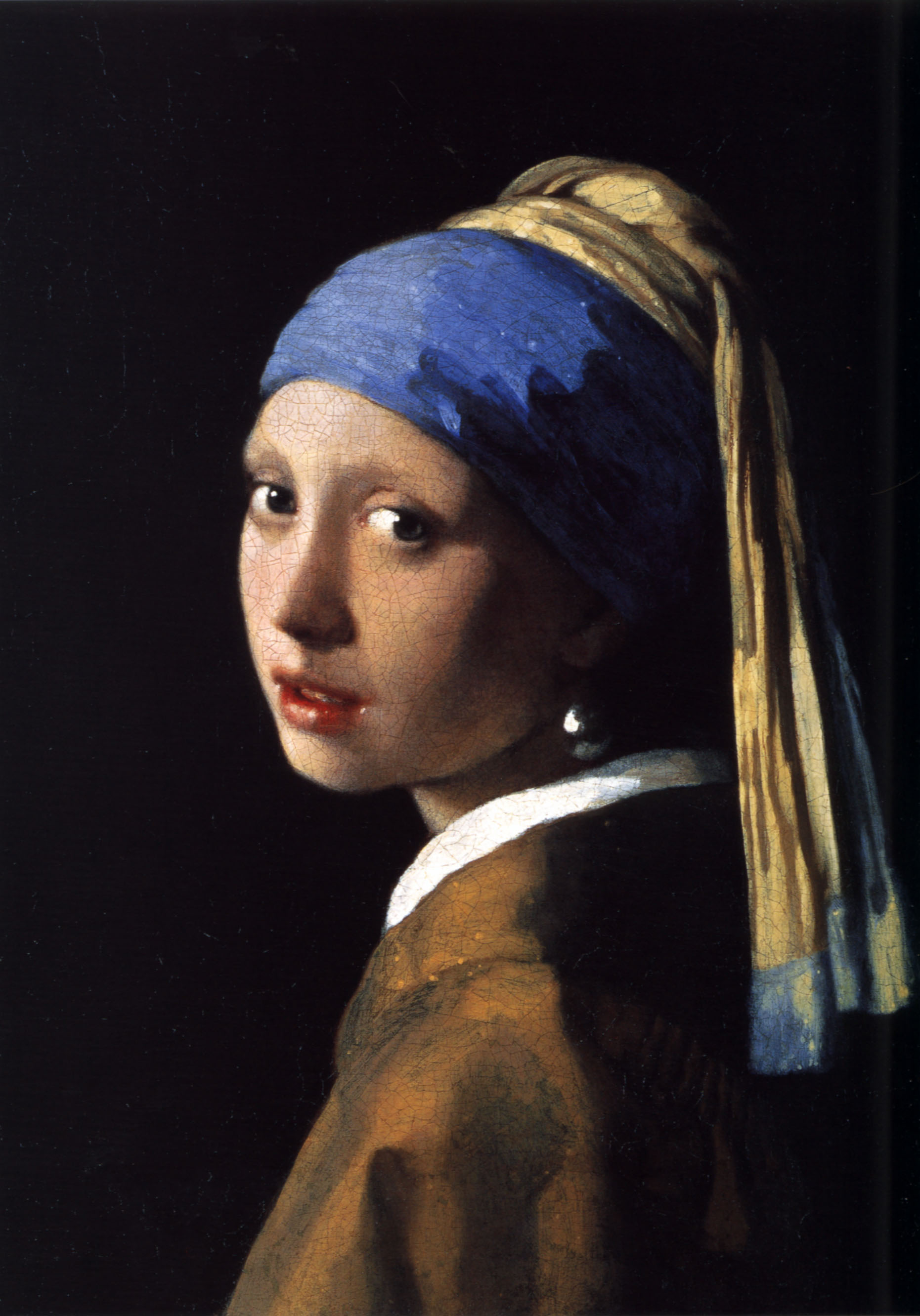
Johannes Vermeer (1632–1675) – Das Mädchen mit dem Perlenohrgehänge (1665)

Es war das vierte Buch von Jaan Kross im Carl Hanser Verlag, der auf dem Klappentext nicht mit Superlativen sparte: „Einer der schönsten historischen Romane des großen Autors aus Estland, klar und einfühlsam erzählt, ein Buch der Weltliteratur“. Auf dem Schutzumschlag wurde Jan Vermeers berühmtes Mädchen mit dem Perlenohrgehänge von 1665 reproduziert. Auffällig war ferner, dass der Name des Autors auf dem Schutzumschlag zweimal so groß wie der Titel des Romans war.
Obwohl die Verkaufszahlen des Buches mit 8.000–10.000 Exemplaren ein halbes Jahr nach seinem Erscheinen nicht schlechter als bei den anderen Titeln von Kross waren, erfolgte keine Neuauflage im dtv-Verlag, was bei dem Verrückten des Zaren, Professor Martens’ Abreise und Das Leben des Balthasar Rüssow sehr wohl der Fall gewesen war. Ursache hierfür dürften einige nicht sonderlich positive Rezensionen gewesen sein. So bemängelte ein Rezensent, das Buch sei „leicht zu lesen, weil konventionell geschrieben […] Die Love-Story im Roman wird nicht ausgeführt, ihr Ende bleibt offen.“ Ein anderer Kritiker meinte, hier handele es sich um eine „Seifenoper“, ein „Dorfschwank also, und die Geschichte einer Desillusionierung.“
Aber es gab auch positive Stimmen, die beispielsweise die „hochkomplexe Handlung, die Verflechtung der Tatbestände und deren kriminalistische Entflechtung“ lobten und erkannten, dass der Roman seinerzeit „in erster Linie als Kampfschrift gegen die Sowjets gelesen“ worden war.

### Übersetzungen in andere Sprachen
- 1984: Finnisch – Pietarin tiellä (Juhani Salokannel). Porvoo, Helsinki, Juva: WSOY. 390 S.
- 1988: Schwedisch – Romanen om Rakvere (Birgitta Göransson, Ivo Iliste). Bromma: Fripress. 438 S.
- 1989: Russisch – Раквереский роман (Olga Samma). Moskva: Sov. Pissatel. 589 S.
- 2019: Niederländisch – Strijd om de stad (Frans van Nes). Amsterdam: Prometheus. 375 S.